# Drypetes variabilis
Drypetes variabilis là một loài thực vật có hoa trong họ Putranjivaceae. Loài này được Uittien mô tả khoa học đầu tiên năm 1925.